# Ferdinand David
Ferdinand David (ur. 19 czerwca 1810 w Hamburgu, zm. 18 lipca 1873 w Klosters) – niemiecki skrzypek, kompozytor i pedagog.

## Życiorys
W latach 1823–1825 studiował w Kassel u Louisa Spohra i Moritza Hauptmanna. W 1825 wspólnie ze swoją siostrą Luisą, pianistką, odbył tournée, występując w Lipsku (gdzie debiutował jako skrzypek w tamtejszej Orkiestrze Gewandhaus), Dreźnie i Kopenhadze. W 1826 przybył do Berlina, gdzie zawarł trwałą przyjaźń z Felixem Mendelssohnem i przez trzy lata był skrzypkiem w tamtejszym Königsstädtisches Theater. W latach 1829–1835 przebywał w dobrach Carla Gottharda von Liphardta pod Dorpatem, gdzie prowadził kwartet smyczkowy, wraz z którym dawał koncerty w miastach nadbałtyckich i Petersburgu.
W 1836 został koncertmistrzem Orkiestry Gewandhaus w Lipsku. W 1839 i 1841 koncertował w Anglii. W 1843 został wykładowcą nowo utworzonego lipskiego konserwatorium. Wśród jego wychowanków znaleźli się m.in. Joseph Joachim, August Wilhelmj i Wilhelm Joseph von Wasielewski. W 1845 wykonał jako pierwszy dedykowany mu Koncert skrzypcowy Mendelssohna. Pod koniec życia działał także jako dyrygent. Pomimo pogarszającego się stanu zdrowia nie zaprzestał koncertowania. Zmarł nagle podczas wycieczki górskiej w Alpy.

## Twórczość
Chociaż jako wykonawca odniósł karierę, nie prowadził żywotu typowego wirtuoza, preferując raczej osiadły styl życia. Był propagatorem muzyki skrzypcowej XVII i XVIII wieku, wiele utworów z tego okresu wydał w zbiorczych opracowaniach. Cieszył się uznaniem jako koncertmistrz i kierownik zespołów kameralnych, jego własne kompozycje nie zapisały się jednak trwale w historii muzyki.
Do najważniejszych kompozycji Davida należą Concertina na puzon i Suity op. 43, ponadto skomponował m.in. pięć koncertów skrzypcowych, kwartet smyczkowy, pieśni, operę Hans Wacht (wyst. 1852). Był także autorem prac pedagogicznych, w tym Violinschule (1863).